# Marthine Østenstad
Marthine Østenstad, född den 18 mars 2001 i Stavanger, är en norsk fotbollsspelare.

## Biografi
Marthine Østenstad inledde sin seniorkarriär i det norska laget Viking Fotballklubb år 2017. 2018 värvades hon Klepp Kvinner Elite innan hon kotrakterades av SK Brann Kvinner år. Hon har även representerat det norska damlandslaget där hon debuterade 2023.
Østenstad är dotter till fotbollsspelaren Egil Østenstad.